# Callophrys
Genre
Callophrys est un genre holarctique de lépidoptères (papillons) de la famille des Lycaenidae et de la sous-famille des Theclinae.

## Systématique
Le genre Callophrys a été décrit par le zoologiste suédois Gustav Johan Billberg en 1820. Son espèce type est Papilio rubi Linnaeus, 1758.
Il a pour synonymes : 
- Lycus Hübner, [1819]
- Licus Hübner, [1823]
- Mitoura Scudder, 1872
- Sandia Clench & Ehrlich, 1960
- Xamia Clench, 1961
- Loranthomitoura Ballmer & Pratt, 1992
- Cisincisalia Johnson, 1992

Les genres Incisalia Scudder, 1872 et Ahlbergia Bryk, 1946 sont considérés par certains auteurs comme des sous-genres de Callophrys.

## Liste des espèces
Selon FUNET Tree of Life (26 juin 2020) :
Sous-genre Callophrys Billberg, 1820 :
- Callophrys rubi (Linnaeus, 1758) — la Thècle de la ronce ou l'Argus vert — en Eurasie et en Afrique du Nord.
- Callophrys butlerovi (Migranov, 1992) — dans le Sud de l'Oural.
- Callophrys danchenkoi Zhdanko, 1998 — en Arménie, en Transcaucasie et en Iran.
- Callophrys armeniaca Zhdanko, 1998 — en Arménie.
- Callophrys titanus Zhdanko, 1998 — en Asie centrale.
- Callophrys suaveola (Staudinger, 1881) — en Asie centrale.
- Callophrys avis Chapman, 1909 — la Thècle de l'arbousier — dans le Sud-Ouest de l'Europe et en Afrique du Nord.
- Callophrys chalybeitincta Sovinsky, 1905 — dans le Sud-Ouest de la Russie, le Caucase et le Nord-Est de la Turquie.
- Callophrys hatuma Zhdanko, [1996] — dans le Kopet-Dag.
- Callophrys paulae Pfeiffer, 1932 — de Asie Mineure au Nord de l'Iran.
- Callophrys mystaphia Miller, [1913] — en Transcaucasie.
- Callophrys dumetorum (Boisduval, 1852) — dans l'Ouest de Amérique du Nord.
- Callophrys perplexa Barnes & Benjamin, 1923 — en Californie.
- Callophrys affinis (Edwards, 1862) — dans l'Ouest de Amérique du Nord.
- Callophrys sheridanii (Edwards, 1877) — dans l'Ouest de Amérique du Nord.

Sous-genre incertain :
- Callophrys farsica ten Hagen, 2009 — en Iran.
- Callophrys naderii ten Hagen, 2008 — en Iran.

Sous-genre Mitoura Scudder, 1872 : 
- Callophrys gryneus (Hübner, [1819]) — en Amérique du Nord.
- Callophrys muiri (H. Edwards, 1881) — en Californie.
- Callophrys thornei (Brown, 1983) — en Californie.
- Callophrys hesseli (Rawson & Ziegler, 1950) — dans l'Est de Amérique du Nord.

Sous-genre incertain :
- Callophrys dospassosi Clench, 1981 — au Mexique.
- Callophrys estela Clench, 1981 — au Mexique.

Sous-genre Xamia Clench, 1961 : 
- Callophrys xami (Reakirt, [1867]) — au Mexique et dans le Sud des États-Unis.
- Callophrys scaphia Clench, 1981 — au Mexique.

Sous-genre Sandia Clench & Ehrlich, 1960 : 
- Callophrys mcfarlandi Ehrlich & Clench, 1960 — au Mexique et au Nouveau-Mexique.

Sous-genre Cisincisalia Johnson, 1992 : 
- Callophrys spinetorum (Hewitson, 1867) — dans l'Ouest de Amérique du Nord.
- Callophrys johnsoni (Skinner, 1904) — dans l'Ouest de Amérique du Nord.
- Callophrys guatemalena Clench, 1981 — au Guatemala et au Mexique.

Sous-genre Incisalia Scudder, 1872, considéré par certains auteurs comme un genre distinct :
- Callophrys augustinus (Westwood, 1852) — en Amérique du Nord.
- Callophrys fotis (Strecker, [1878]) — dans le Sud-Ouest de Amérique du Nord.
- Callophrys mossii (H. Edwards, 1881) — dans l'Ouest de Amérique du Nord.
- Callophrys polios (Cook & Watson, 1907) — en Amérique du Nord.
- Callophrys irus (Godart, [1824]) — dans l'Est de Amérique du Nord.
- Callophrys henrici (Grote & Robinson, 1867) — dans l'Est de Amérique du Nord.
- Callophrys lanoraieensis (Sheppard, 1934) — dans le Nord-Est de Amérique du Nord.
- Callophrys niphon (Hübner, [1819]) — dans l'Est de Amérique du Nord.
- Callophrys eryphon (Boisduval, 1852) — en Amérique du Nord.